# Brachythrix sonchoides
Brachythrix sonchoides là một loài thực vật có hoa trong họ Cúc. Loài này được Wild & G.V.Pope mô tả khoa học đầu tiên năm 1978.